# Ville métropolitaine de Catane
La ville métropolitaine de Catane (en italien : Città metropolitana di Catania) est une ville métropolitaine italienne, dans la région de Sicile, dont le chef-lieu est Catane. Elle remplace la province de Catane depuis le 4 août 2015.